# Lycaena semischmidtii
Lycaena semischmidtii är en fjärilsart som beskrevs av Robson 1888. Lycaena semischmidtii ingår i släktet Lycaena och familjen juvelvingar. Inga underarter finns listade i Catalogue of Life.